# Luigi Omodei (1657-1706)
Luigi Omodei (Madrid, 20 de mayo de 1657-Roma, 18 de agosto de 1706) fue un cardenal italiano de la Iglesia católica.

## Biografía
Nació el 20 de mayo de 1657. Era hijo póstumo de Agustín de Homodei y Portugal (Agostino Omodei) de Milán y de su tercer esposa María Lasso de la Vega y Mendoza (también llamada María Pacheco y Mendoza). La familia paterna era una noble familia milanesa que tenía el Marqués de Piovera. El cardenal Luigi Omodei (1607-1685) era su tío y su carácter era importante para la carrera eclesiástica de su sobrino.
El papa Alejandro VIII lo elevó al cardenalato con el título de Santa Maria in Portico.